# Kirani James
Kirani James (Saint John, 1 de setembro de 1992) é um atleta granadino, campeão mundial e olímpico dos 400 m rasos.
Considerado um fenômeno desde a infância, fez os melhores tempos do mundo nos 400 m para jovens de 14 e 15 anos em 2006/2007. Conquistou várias medalhas de ouro nos Jogos Centro-Americanos e do Caribe e nos Jogos da Commonwealth para Juniores. Conseguiu proeminência internacional ao conquistar as medalhas de prata na prova do Campeonato Mundial Juvenil de Atletismo de 2007, em Ostrava, na República Tcheca e no Campeonato Mundial Júnior de Atletismo de 2008, em Bydgoszcz, na Polônia, quando ainda tinha 15 e 16 anos de idade.

## Campeão mundial
Depois de receber uma bolsa de estudos da Universidade do Alabama em 2010, mudou-se para os Estados Unidos, onde passou a ser treinado por Harvey Glance e Renaldo Nehemiah, dois ex-grandes velocistas norte-americanos. Em 2011, James conquistou a medalha de ouro dos 400 m no Campeonato Mundial de Atletismo de Daegu, na Coreia do Sul, – derrotando o então campeão olímpico LaShawn Merritt – a primeira de Granada neste evento, com uma melhor marca pessoal de 44s60, tornando-se o mais jovem campeão mundial da distância, aos 18 anos. Após essa vitória, o comissário-chefe de polícia de Granada, James Clarkson, autorizou comemorações populares nas ruas com a justificativa de que "esse é o maior momento da nossa história, que eu me lembre, um momento mais importante ainda que a chegada de Cristóvão Colombo às nossas praias". Nove dias depois, ele venceu a etapa de Zurique da Diamond League, com novo recorde pessoal de 44s36.

## Campeão olímpico
Favorito para Londres 2012, ele venceu a primeira semifinal da prova e ao final dela, fez questão de trocar a tarjeta com seu nome na camiseta com o atleta amputado da África do Sul, Oscar Pistorius, que correu a mesma prova, mostrando respeito e admiração pelo sul-africano que, sem as duas pernas, corre com lâminas no lugar delas. Na final, James venceu a prova tornando-se o primeiro granadino a conquistar uma medalha de qualquer metal em Jogos Olímpicos. Seu tempo, 43s94, o colocou entre os únicos seis atletas que já correram os 400 m em menos de 44s e até então o único não-americano entre eles.
Sobre Kirani James, após a prova o multicampeão mundial e olímpico Michael Johnson disse ser o único em condições de bater seu recorde mundial para os 400 m (43s18) se conseguir corrigir algumas falhas remanescentes em sua técnica de corrida. James descreveu sua conquista olímpica como "um grande passo para nosso país em busca de um lugar no mapa mundial do atletismo".
Sua recepção de volta a Granada foi apoteótica e eufórica, com multidões vestidas com as cores do país e portando bandeiras nacionais alinhadas nas calçadas esperando sua passagem, que foi recebida com um enorme orgulho nacional. Também durante a recepção à sua chegada,  o primeiro-ministro Tillman Thomas anunciou que James receberia um total de EC$500 mil, um selo comemorativo seria impresso em sua homenagem, um novo estádio seria batizado com seu nome e que ele seria nomeado embaixador do Turismo de Granada.

## Carreira posterior
James manteve o domínio dos 400 m até junho de 2013, quando foi derrotado por LaShawn Merritt, o campeão olímpico de Pequim 2008 a quem havia derrotado no Mundial de Daegu, no Prefontaine Classic, nos Estados Unidos, etapa da Diamond League. Em Moscou 2013 não conseguiu defender seu título mundial, ficando apenas na sétima colocação, com o tempo de 44.99, sendo novamente derrotado por Merritt. Em 2014, ressurgiu como primeiro do mundo, fazendo a melhor marca do ano e seu recorde pessoal, 43.74, em Lausanne, Suíça e vencendo a prova nos Jogos da Commonwealth, disputados em Glasgow, com a marca de 44.24, novo recorde destes Jogos.
Em Pequim 2015, novo duelo aconteceu entre James e Merritt no Campeonato Mundial de Atletismo na capital chinesa; ambos, porém, foram inesperadamente derrotados pelo sul-africano Wayde van Niekerk, numa das provas mais rápidas já corridas dos 400 metros, com Niekerk fazendo a sexta melhor marca da história – 43.48 –  para conquistar o ouro, Merrit fazendo 43.65, sua melhor marca em toda carreira, para a prata, e James ficando com o bronze em 43.78, sua segunda melhor marca pessoal.
Na Rio 2016, fez sua melhor marca daquele ano – 43.76 – mas ficou com a medalha de prata, na prova vencida por van Niekerk, que estabeleceu nova marca mundial para a distância – 43.03.
Cinco anos depois, em Tóquio 2020, conquistou sua terceira medalha olímpica, de bronze. No Campeonato Mundial de Atletismo de 2022 ficou com a medalha de prata. Em Paris 2024, aos 31 anos, ficou em 5º lugar, correndo ainda abaixo de 44s, com um tempo de 43.87, abaixo da marca que lhe deu a medalha de ouro olímpica em Londres 2012 aos 19 anos de idade.